# جیمی فل
جیمی فل (انگلیسی: Jimmy Fell; ۴ ژانویهٔ ۱۹۳۶ – ۲ فوریهٔ ۲۰۱۱) بازیکن فوتبال اهل بریتانیا بود.
از باشگاه‌هایی که در آن بازی کرده‌است می‌توان به باشگاه فوتبال لینکولن سیتی، باشگاه فوتبال اورتون، باشگاه فوتبال گریمزبی تاون، باشگاه فوتبال بوستون یونایتد، باشگاه فوتبال نیوکاسل یونایتد، و باشگاه فوتبال والسال اشاره کرد.